# Hoplerythrinus
Genre
Hoplerythrinus est un genre de poissons téléostéens de la famille des Erythrinidae et de l'ordre des Characiformes.

## Liste d'espèces
Selon FishBase (22 juin 2015):
- Hoplerythrinus cinereus (Gill, 1858)
- Hoplerythrinus gronovii (Valenciennes, 1847)
- Hoplerythrinus unitaeniatus (Spix & Agassiz, 1829)